# Forêts primaires de hêtres des Carpates et d'autres régions d'Europe
Les forêts primaires de hêtres des Carpates et d'autres régions d'Europe forment un site transnational du patrimoine mondial, regroupant 93 forêts de hêtres réparties dans dix-huit pays européens : Albanie, Allemagne, Autriche, Belgique, Bosnie-Herzégovine, Bulgarie, Croatie, Espagne, France, Italie, Macédoine du Nord, Pologne, République tchèque, Roumanie, Slovaquie, Slovénie, Suisse et Ukraine.
L'objectif de cette inscription est de protéger des exemples de la diffusion du hêtre à travers l'Europe depuis la dernière glaciation. Les forêts de hêtres inscrites appartiennent à différentes zones phytogéographiques telles que le climat illyrien (de), le climat méditerranéen ou le climat montagnard.

## Histoire
Le 12 juin 2002, la Slovaquie ajoute à sa liste indicative un ensemble de quatre forêts de hêtres protégées, sous le nom de « Forêts primaires des Carpates » ; il s'agit d'un site naturel, répondant au critère (x) de l'Unesco (c'est-à-dire qu'il contient des habitats naturels les plus représentatifs et les plus importants pour la conservation in situ de la diversité biologique).
L'examen de cette nomination est initialement prévu en 2004, mais l'Union internationale pour la conservation de la nature émet alors un avis défavorable quant à l'inscription au patrimoine mondial : reconnaissant l'importance des sites proposés au niveau européen, l'UICN estime néanmoins que les critères nécessaires ne sont pas atteints et recommande à la Slovaquie de mettre en place un projet d'élargissement des zones concernées afin d'en faire des unités écologiques viables et auto-suffisantes. La Slovaquie demande alors le report de l'examen.
Le 20 février 2005, l'Ukraine dépose sur sa liste indicative un ensemble de six sites, sous le nom de « Forêts primaires de hêtres des Carpates » ; il s'agit d'un site naturel, répondant aux critères (vii) et (x) de l'Unesco, qui fait pendant aux sites slovaques.
Les sites slovaques et ukrainiens sont finalement inscrits au patrimoine mondial en 2007, lors de la 31e session du Comité. Dix sites sont alors inscrits sous le nom de « forêts primaires de hêtres des Carpates » : six dans le sud-ouest de l'Ukraine, quatre dans l'est de la Slovaquie. L'ensemble forme un site transnational, répondant au critère (ix) de l'Unesco (« exemple éminemment représentatif de processus écologiques et biologiques en cours dans l'évolution et le développement des écosystèmes et communautés de plantes et d'animaux terrestres, aquatiques, côtiers et marins »). Les zones protégées sont situées sur un axe de 185 km de long, s'étendant des montagnes de Rakhiv et du massif de Tchornohora en Ukraine, aux monts Bieszczady et Vihorlat en Slovaquie. Cette région des Carpates abrite une faune et une flore exceptionnelles pour l'Europe, surtout en ce qui concerne les hêtres.
Le 1er février 2007, l'Allemagne ajoute à sa liste indicative un ensemble de forêts de hêtres, sous le nom de « Forêts primaires de hêtres d'Allemagne. Les forêts allemandes sont ajoutées en 2011 au patrimoine mondial ; le site étendu prend alors le nom de « forêts primaires de hêtres des Carpates et anciennes forêts de hêtres d'Allemagne ». Il comprend cinq forêts dispersées dans la moitié nord du pays.
En 2015, l'Albanie, l'Autriche, la Belgique, la Bulgarie, la Croatie, l'Espagne, l'Italie, la Roumanie et la Slovénie ajoutent à leur liste indicative un ensemble de forêts de hêtres, dans l'optique d'étendre le site inscrit au patrimoine mondial. Cette extension est validée par l'Unesco en 2017. Le site regroupe alors 78 éléments distincts répartis dans douze pays.
En janvier 2019, dix pays ajoutent des extensions possibles sur la liste indicative : Bosnie-Herzégovine (un site), France (huit sites), Italie (quatre sites), Macédoine du Nord (un site), Monténégro (un site), Pologne (un site), Serbie (trois sites), Slovaquie (six sites), Suisse (deux sites) et Tchéquie (un site). Quinze de ces sites sont inscrits sur la liste du patrimoine mondial le 28 juillet 2021.
En 2023, une modification mineure permet de doubler la surface d'un site autrichien et de fusionner deux sites croates.
En 2025, le bien comprends, 93 éléments constitutifs, répartis dans 18 pays européens.

## Sites

### Cartographie
| : Sites inscrits au patrimoine mondial · : Sites des listes indicatives · |

### Liste
| Identifiant | Site                                                                            | Pays               | Superficie (ha) | Zone tampon (ha) | Coordonnées                        | Image |
| ----------- | ------------------------------------------------------------------------------- | ------------------ | --------------- | ---------------- | ---------------------------------- | ----- |
| 1133-001    | Tchornohora (uk)                                                                | Ukraine            | 2 476,8         | 12,925           | 48° 08′ 25″ nord, 24° 23′ 35″ est  |       |
| 1133-002    | Havešová                                                                        | Slovaquie          | 171,3           | 63,99            | 48° 59′ 59″ nord, 22° 18′ 24″ est  |       |
| 1133-003    | Kouziy-Trybouchany (uk)                                                         | Ukraine            | 1 369,6         | 3 163,4          | 47° 57′ 46″ nord, 24° 08′ 17″ est  |       |
| 1133-004    | Maramaroch (uk)                                                                 | Ukraine            | 2 243,6         | 6 230,4          | 47° 54′ 19″ nord, 24° 16′ 19″ est  |       |
| 1133-005    | Rožok (sk)                                                                      | Slovaquie          | 67,1            | 41,4             | 48° 58′ 40″ nord, 22° 27′ 55″ est  |       |
| 1133-006    | Stužica - monts Bukovec                                                         | Slovaquie          | 2,95            | 11,3             | 49° 05′ 00″ nord, 22° 32′ 00″ est  |       |
| 1133-007    | Stoujytsia (uk) - Ouj                                                           | Ukraine            | 2,532           | 3,615            | 49° 01′ 24″ nord, 22° 36′ 00″ est  |       |
| 1133-008    | Svydovets (uk)                                                                  | Ukraine            | 3 030,5         | 5 639,5          | 48° 11′ 21″ nord, 24° 13′ 37″ est  |       |
| 1133-009    | Forêt primaire de hêtres d'Ouholka-Chyrokyï Louh                                | Ukraine            | 11,86           | 3,301            | 48° 18′ 22″ nord, 23° 41′ 46″ est  |       |
| 1133-010    | Vihorlat                                                                        | Slovaquie          | 2,578           | 2,413            | 48° 55′ 45″ nord, 22° 11′ 23″ est  |       |
| 1133bis-011 | Jasmund                                                                         | Allemagne          | 492,5           | 2 510,5          | 54° 33′ 30″ nord, 13° 39′ 00″ est  |       |
| 1133bis-012 | Serrahn (de)                                                                    | Allemagne          | 268,1           | 2,568            | 53° 20′ 24″ nord, 13° 11′ 52″ est  |       |
| 1133bis-013 | Grumsin (de)                                                                    | Allemagne          | 590,1           | 274,3            | 53° 00′ 00″ nord, 13° 50′ 00″ est  |       |
| 1133bis-014 | Hainich                                                                         | Allemagne          | 1 573,4         | 4 085,4          | 51° 05′ 48″ nord, 10° 23′ 27″ est  |       |
| 1133bis-015 | Kellerwald                                                                      | Allemagne          | 1 467,1         | 4 271,4          | 51° 10′ 00″ nord, 9° 00′ 00″ est   |       |
| 1133ter-016 | Lumi i gashit (en)                                                              | Albanie            | 1 261,52        | 8 977,48         | 42° 28′ 53″ nord, 20° 03′ 26″ est  |       |
| 1133ter-017 | Rrajca (sq)                                                                     | Albanie            | 2 129,45        | 2 569,75         | 41° 12′ 11″ nord, 20° 30′ 02″ est  |       |
| 1133ter-018 | Dürrenstein (de)                                                                | Autriche           | 1 867,45        | 1 545,05         | 47° 48′ 46″ nord, 15° 04′ 29″ est  |       |
| 1133ter-019 | Kalkalpen - Hintergebirge (de)                                                  | Autriche           | 2 946,2         | 14 197,24        | 47° 44′ 58″ nord, 14° 28′ 56″ est  |       |
| 1133ter-020 | Kalkalpen - Bodinggraben                                                        | Autriche           | 890,89          | 14 197,24        | 47° 47′ 14″ nord, 14° 21′ 12″ est  |       |
| 1133ter-021 | Kalkalpen - Urlach                                                              | Autriche           | 264,82          | 14 197,24        | 47° 48′ 15″ nord, 14° 14′ 22″ est  |       |
| 1133ter-022 | Kalkalpen - Wilder Graben                                                       | Autriche           | 1 149,75        | 14 197,24        | 47° 50′ 00″ nord, 14° 26′ 01″ est  |       |
| 1133ter-023 | Forêt de Soignes - réserve forestière Joseph Zwaenepoel                         | Belgique           | 187,34          | 4 650,86         | 50° 45′ 23″ nord, 4° 25′ 00″ est   |       |
| 1133ter-024 | Forêt de Soignes - Grippensdelle A                                              | Belgique           | 24,11           | 4 650,86         | 50° 46′ 54″ nord, 4° 25′ 36″ est   |       |
| 1133ter-025 | Forêt de Soignes - Grippensdelle B                                              | Belgique           | 37,38           | 4 650,86         | 50° 47′ 01″ nord, 4° 25′ 57″ est   |       |
| 1133ter-026 | Forêt de Soignes - réserve forestière du Ticton A                               | Belgique           | 13,98           | 4 650,86         | 50° 44′ 03″ nord, 4° 26′ 13″ est   |       |
| 1133ter-027 | Forêt de Soignes - réserve forestière du Ticton B                               | Belgique           | 6,5             | 4 650,86         | 50° 43′ 37″ nord, 4° 25′ 51″ est   |       |
| 1133ter-028 | Balkan central - réserve de Boatin (bg)                                         | Bulgarie           | 1 226,88        | 851,22           | 42° 48′ 10″ nord, 24° 16′ 09″ est  |       |
| 1133ter-029 | Balkan central - réserve de Tsartchina (bg)                                     | Bulgarie           | 1 485,81        | 1 945,99         | 42° 30′ nord, 24° 18′ est          |       |
| 1133ter-030 | Balkan central - réserve de Kozya stena (bg)                                    | Bulgarie           | 644,43          | 289,82           | 42° 55′ 01″ nord, 24° 40′ 01″ est  |       |
| 1133ter-031 | Balkan central - réserve de Steneto (bg)                                        | Bulgarie           | 2 466,1         | 1 762,01         | 42° 48′ 00″ nord, 24° 40′ 00″ est  |       |
| 1133ter-032 | Balkan central - réserve de Stara reka (en)                                     | Bulgarie           | 591,2           | 1 480,04         | 42° 38′ 37″ nord, 24° 48′ 26″ est  |       |
| 1133ter-033 | Balkan central - réserve de Djendema (en)                                       | Bulgarie           | 1 774,12        | 2 576,63         | 42° 47′ 00″ nord, 24° 45′ 00″ est  |       |
| 1133ter-034 | Balkan central - réserve de Severen Djendem (bg)                                | Bulgarie           | 926,37          | 1 066,47         | 42° 43′ 03″ nord, 24° 55′ 01″ est  |       |
| 1133ter-035 | Balkan central - réserve de Peechti skali (bg)                                  | Bulgarie           | 1 049,1         | 968,14           | 42° 45′ 55″ nord, 25° 04′ 24″ est  |       |
| 1133ter-036 | Balkan central - réserve de Sokolna (bg)                                        | Bulgarie           | 824,9           | 780,55           | 42° 43′ 38″ nord, 25° 03′ 21″ est  |       |
| 1133ter-037 | Hajdučki i Rožanski kukovi (hr)                                                 | Croatie            | 1 289,11        | 9 869,25         | 44° 45′ 58″ nord, 14° 59′ 34″ est  |       |
| 1133ter-038 | Parc national de Paklenica - Suva draga-Klimenta                                | Croatie            | 1 241,04        | 414,76           | 44° 20′ 26″ nord, 15° 30′ 01″ est  |       |
| 1133ter-039 | Parc national de Paklenica - Oglavinovac-Javornik                               | Croatie            | 790,74          | 395,35           | 44° 23′ 04″ nord, 15° 26′ 59″ est  |       |
| 1133ter-040 | Abruzzes, Latium et Molise - Valle Cervara (ceb)                                | Italie             | 119,7           | 751,61           | 41° 49′ 33″ nord, 13° 45′ 12″ est  |       |
| 1133ter-041 | Abruzzes, Latium et Molise - Selva Moricento                                    | Italie             | 192,7           | 751,61           | 41° 50′ 49″ nord, 13° 42′ 20″ est  |       |
| 1133ter-042 | Abruzzes, Latium et Molise - Coppo del Morto                                    | Italie             | 104,71          | 415,51           | 41° 51′ 37″ nord, 13° 50′ 48″ est  |       |
| 1133ter-043 | Abruzzes, Latium et Molise - Coppo del Principe                                 | Italie             | 194,49          | 446,62           | 41° 47′ 15″ nord, 13° 44′ 39″ est  |       |
| 1133ter-044 | Abruzzes, Latium et Molise - Val Fondillo                                       | Italie             | 325,03          | 700,95           | 41° 45′ 15″ nord, 13° 53′ 09″ est  |       |
| 1133ter-045 | Cozzo Ferriero                                                                  | Italie             | 95,74           | 482,61           | 39° 54′ 21″ nord, 16° 06′ 04″ est  |       |
| 1133ter-046 | Foresta Umbra                                                                   | Italie             | 182,23          | 1 752,54         | 41° 48′ 03″ nord, 15° 46′ 26″ est  |       |
| 1133ter-047 | Monte Cimino (it)                                                               | Italie             | 57,54           | 87,96            | 42° 24′ 26″ nord, 12° 12′ 04″ est  |       |
| 1133ter-048 | Monte Raschio                                                                   | Italie             | 73,73           | 54,75            | 42° 11′ 03″ nord, 12° 10′ 43″ est  |       |
| 1133ter-049 | Sasso Fratino (it)                                                              | Italie             | 781,43          | 6 936,64         | 43° 50′ 57″ nord, 11° 48′ 50″ est  |       |
| 1133ter-050 | Gorges de la Nera-Beușnița                                                      | Roumanie           | 4 292,27        | 5 959,87         | 44° 56′ 44″ nord, 21° 51′ 45″ est  |       |
| 1133ter-051 | Forêt séculaire de Șinca                                                        | Roumanie           | 338,24          | 445,76           | 45° 40′ 00″ nord, 25° 10′ 14″ est  |       |
| 1133ter-052 | Forêt séculaire de Slătioara (ro)                                               | Roumanie           | 609,12          | 429,43           | 47° 27′ 09″ nord, 25° 37′ 31″ est  |       |
| 1133ter-053 | Cozia - massif Cozia (ro)                                                       | Roumanie           | 2 285,86        | 2 408,83         | 45° 19′ 00″ nord, 24° 20′ 00″ est  |       |
| 1133ter-054 | Cozia - Lotrișor (en)                                                           | Roumanie           | 1 103,3         | 2 408,83         | 45° 17′ 43″ nord, 24° 15′ 33″ est  |       |
| 1133ter-055 | Domogled-vallée de la Cerna - Réserve de Domogled (ro) - Coronini - Bedina (ro) | Roumanie           | 5 110,63        | 51 461,28        | 44° 56′ 44″ nord, 22° 26′ 12″ est  |       |
| 1133ter-056 | Domogled-vallée de la Cerna - Iauna - Craiova (ro)                              | Roumanie           | 3 517,36        | 51 461,28        | 45° 05′ 33″ nord, 22° 35′ 44″ est  |       |
| 1133ter-057 | Domogled-vallée de la Cerna - Ciucevele Cernei (ro)                             | Roumanie           | 1 104,27        | 51 461,28        | 45° 12′ 45″ nord, 22° 48′ 28″ est  |       |
| 1133ter-058 | Groșii Țibleșului - Izvorul Șurii                                               | Roumanie           | 210,55          | 563,57           | 47° 32′ 59″ nord, 24° 11′ 09″ est  |       |
| 1133ter-059 | Groșii Țibleșului - Preluci                                                     | Roumanie           | 135,82          | 563,57           | 47° 32′ 05″ nord, 24° 13′ 13″ est  |       |
| 1133ter-060 | Izvoarele Nerei (ro)                                                            | Roumanie           | 4 677,21        | 2 494,83         | 45° 07′ 42″ nord, 22° 04′ 22″ est  |       |
| 1133ter-061 | Strâmbu-Băiuț (ro)                                                              | Roumanie           | 598,14          | 713,09           | 47° 37′ 33″ nord, 24° 04′ 23″ est  |       |
| 1133ter-062 | Krokar                                                                          | Slovénie           | 74,5            | 47,9             | 45° 32′ 31″ nord, 14° 46′ 08″ est  |       |
| 1133ter-063 | Snežnik-Ždrocle                                                                 | Slovénie           | 720,24          | 128,8            | 45° 35′ 05″ nord, 14° 27′ 19″ est  |       |
| 1133ter-064 | Hêtraies d'Ayllón - Tejera Negra                                                | Espagne            | 255,52          | 13 880,86        | 41° 02′ 23″ nord, 3° 23′ 19″ ouest |       |
| 1133ter-065 | Hêtraies d'Ayllón - Montejo                                                     | Espagne            | 71,79           | 13 880,86        | 41° 06′ nord, 3° 30′ ouest         |       |
| 1133ter-066 | Hêtraies de Navarre - Lizardoia (eu)                                            | Espagne            | 63,97           | 24 494,52        | 42° 59′ 59″ nord, 1° 06′ 51″ ouest |       |
| 1133ter-067 | Hêtraies de Navarre - Aztaparreta (eu)                                          | Espagne            | 171,06          | 24 494,52        | 42° 54′ 43″ nord, 0° 49′ 03″ ouest |       |
| 1133ter-068 | Hêtraie des pics d'Europe - Cuesta Fria                                         | Espagne            | 213,65          | 14,253           | 43° 10′ 21″ nord, 4° 59′ 16″ ouest |       |
| 1133ter-069 | Hêtraie des pics d'Europe - Canal de Asotin                                     | Espagne            | 109,58          | 14,253           | 43° 10′ 16″ nord, 4° 53′ 21″ ouest |       |
| 1133ter-070 | Gorgany (en)                                                                    | Ukraine            | 753,48          | 4 637,59         | 48° 27′ 09″ nord, 24° 14′ 00″ est  |       |
| 1133ter-071 | Roztotchya (en)                                                                 | Ukraine            | 384,81          | 598,21           | 49° 57′ 30″ nord, 23° 39′ 00″ est  |       |
| 1133ter-072 | Satanivska Datcha (uk)                                                          | Ukraine            | 212,01          | 559,37           | 49° 10′ 42″ nord, 26° 14′ 51″ est  |       |
| 1133ter-073 | Parc national du Synevyr - Darvaika                                             | Ukraine            | 1 588,46        | 312,32           | 48° 29′ 14″ nord, 23° 44′ 56″ est  |       |
| 1133ter-074 | Parc national du Synevyr - Kvasovets                                            | Ukraine            | 561,62          | 333,63           | 48° 23′ 06″ nord, 23° 42′ 46″ est  |       |
| 1133ter-075 | Parc national du Synevyr - Strymba                                              | Ukraine            | 260,65          | 191,14           | 48° 27′ 11″ nord, 23° 47′ 48″ est  |       |
| 1133ter-076 | Parc national du Synevyr - Vilchany                                             | Ukraine            | 454,31          | 253,85           | 48° 21′ 20″ nord, 23° 39′ 36″ est  |       |
| 1133ter-077 | Zatcharovany Krai - Irchava                                                     | Ukraine            | 93,97           | 1 275,44         | 48° 27′ 09″ nord, 23° 05′ 23″ est  |       |
| 1133ter-078 | Zatcharovany Krai - Velykyi Dil                                                 | Ukraine            | 1 164,16        | 1 275,44         | 48° 25′ 21″ nord, 23° 09′ 42″ est  |       |
| 1133quater  | Falascone                                                                       | Italie             | 254,30          | 3 486,29         | 41° 48′ 21″ nord, 15° 58′ 41″ est  |       |
| 1133quater  | Pavari-Sfilzi                                                                   | Italie             | 667,13          | 3 486,29         | 41° 50′ 20″ nord, 16° 01′ 25″ est  |       |
| 1133quater  | Pollinello                                                                      | Italie             | 477,94          | 2 851,83         | 39° 53′ 43″ nord, 16° 11′ 54″ est  |       |
| 1133quater  | Valle Infernale                                                                 | Italie             | 320,79          | 2 191,36         | 38° 07′ 55″ nord, 15° 57′ 41″ est  |       |
| 1133quater  | Prašuma Janj                                                                    | Bosnie-Herzégovine | 295,04          | 380,74           | 44° 08′ 30″ nord, 17° 16′ 00″ est  |       |
| 1133quater  | Forêt du Bettlachstock                                                          | Suisse             | 195,43          | 1 094,16         | 47° 13′ 26″ nord, 7° 24′ 43″ est   |       |
| 1133quater  | Réserves forestières du Val di Lodano, Busai et Soladino                        | Suisse             | 806,78          | 2 330,74         | 46° 15′ 06″ nord, 8° 39′ 08″ est   |       |
| 1133quater  | Monts de la Jizera                                                              | Tchéquie           | 444,81          | 2 279,40         | 50° 51′ 33″ nord, 15° 07′ 59″ est  |       |
| 1133quater  | Bois du Chapitre                                                                | France             | 371,30          | 41,65            | 44° 37′ 49″ nord, 5° 59′ 28″ est   |       |
| 1133quater  | Grand Ventron                                                                   | France             | 257,09          | 1 397,58         | 47° 57′ 34″ nord, 6° 55′ 32″ est   |       |
| 1133quater  | Massane                                                                         | France             | 121,49          | 1 551,33         | 42° 28′ 41″ nord, 3° 01′ 26″ est   |       |
| 1133quater  | Dlaboka Reka (mk)                                                               | Macédoine du Nord  | 193,27          | 234,70           | 41° 45′ 06″ nord, 20° 35′ 23″ est  |       |
| 1133quater  | Połonina Wetlińska (pl) et Smerek (pl)                                          | Pologne            | 1 178,03        | 24 330,52        | 49° 10′ 02″ nord, 22° 31′ 43″ est  |       |
| 1133quater  | Crête frontalière et vallée de Gorna Solinka (pl)                               | Pologne            | 1 506,05        | 24 330,52        | 49° 08′ 39″ nord, 22° 29′ 04″ est  |       |
| 1133quater  | Vallée fluviale de Terebowiec (pl)                                              | Pologne            | 201,00          | 24 330,52        | 49° 06′ 17″ nord, 22° 38′ 58″ est  |       |
| 1133quater  | Vallée fluviale de Wolosatka (pl)                                               | Pologne            | 586,66          | 24 330,52        | 49° 06′ 18″ nord, 22° 38′ 55″ est  |       |

### Listes indicatives
| Site                                                             | Pays       | Coordonnées                        | Image |
| ---------------------------------------------------------------- | ---------- | ---------------------------------- | ----- |
| Réserve biologique dirigée de Moixoses                           | France     | 42° 29′ 26″ nord, 2° 59′ 00″ est   |       |
| Réserve biologique dirigée de Sainte-Baume                       | France     | 43° 19′ 46″ nord, 5° 45′ 39″ est   |       |
| Réserve biologique intégrale des Béorlots                        | France     | 48° 22′ 12″ nord, 2° 35′ 07″ est   |       |
| Réserve biologique intégrale Gros Fouteau - Hauteurs de la Solle | France     | 48° 25′ 31″ nord, 2° 40′ 53″ est   |       |
| Réserve biologique intégrale La Brèze                            | France     | 44° 08′ 05″ nord, 3° 32′ 56″ est   |       |
| Réserve biologique intégrale Peyrebesse                          | France     | 44° 01′ 24″ nord, 3° 27′ 42″ est   |       |
| Réserve biologique intégrale de La Tillaie                       | France     | 48° 25′ 23″ nord, 2° 39′ 45″ est   |       |
| Réserve biologique intégrale de Saint-Pé-de-Bigorre              | France     | 43° 04′ 34″ nord, 0° 09′ 25″ ouest |       |
| Réserve biologique intégrale de la gorge aux Loups               | France     | 48° 21′ 45″ nord, 2° 42′ 43″ est   |       |
| Réserve biologique intégrale de la sylve d'Argenson              | France     | 46° 07′ 18″ nord, 0° 25′ 10″ ouest |       |
| Réserve biologique intégrale de la vallée Jauberton              | France     | 48° 20′ 42″ nord, 2° 40′ 47″ est   |       |
| Réserve biologique intégrale du Chêne brûlé                      | France     | 48° 24′ 45″ nord, 2° 38′ 02″ est   |       |
| Réserve biologique intégrale du Rocher de la Combe               | France     | 48° 22′ 47″ nord, 2° 38′ 29″ est   |       |
| Réserve naturelle nationale de Py                                | France     | 42° 28′ 10″ nord, 2° 21′ 50″ est   |       |
| Foresta del Cansiglio                                            | Italie     | 46° 04′ 55″ nord, 12° 24′ 37″ est  |       |
| Parc national de l'Aspromonte - Valle Infernale                  | Italie     | 38° 10′ nord, 15° 59′ est          |       |
| Parc national du Gargano - Foresta Umbra                         | Italie     | 41° 48′ 22″ nord, 15° 55′ 30″ est  |       |
| Parc national du Pollino                                         | Italie     | 39° 55′ 36″ nord, 16° 06′ 41″ est  |       |
| Parc national de Biogradska gora – réserve de forêt vierge       | Monténégro | 42° 53′ 53″ nord, 19° 36′ 07″ est  |       |
| Parc national de Bieszczady                                      | Pologne    | 49° 17′ 17″ nord, 22° 29′ 49″ est  |       |
| Parc national de Kopaonik                                        | Serbie     | 43° 17′ 07″ nord, 20° 48′ 45″ est  |       |
| Parc national de Fruška gora (sr)                                | Serbie     | 45° 09′ 04″ nord, 19° 42′ 40″ est  |       |
| Parc national des Tara                                           | Serbie     | 43° 54′ 24″ nord, 19° 18′ 18″ est  |       |
| Bieszczady                                                       | Slovaquie  | 49° 05′ 00″ nord, 22° 20′ 00″ est  |       |
| Réserve naturelle d'Udava (sk)                                   | Slovaquie  | 49° 10′ 40″ nord, 22° 13′ 21″ est  |       |
| Havešová                                                         | Slovaquie  | 48° 59′ 59″ nord, 22° 18′ 24″ est  |       |
| Kyjovský prales (sk)                                             | Slovaquie  | 48° 51′ 30″ nord, 22° 01′ 16″ est  |       |
| Réserve naturelle nationale de Rožok (sk)                        | Slovaquie  | 48° 59′ 00″ nord, 22° 27′ 53″ est  |       |
| Stužica                                                          | Slovaquie  | 49° 05′ 00″ nord, 22° 32′ 00″ est  |       |
| Forêt de Vihorlat (sk)                                           | Slovaquie  | 48° 55′ 46″ nord, 22° 11′ 26″ est  |       |